# Brallo di Pregola
Brallo di Pregola ist eine norditalienische Gemeinde (comune) mit 476 Einwohnern (Stand 31. Dezember 2023) in der Provinz Pavia in der südwestlichen Lombardei. Die Gemeinde liegt etwa 51,5 Kilometer südsüdöstlich von Pavia in der Oltrepò Pavese, gehört zur Comunità Montana Oltrepò Pavese und grenzt unmittelbar an die Provinz Piacenza (Emilia-Romagna). Die Staffora begrenzt die Gemeinde im Westen und die Trebbia im Südosten.

## Geschichte
Der Ort wird erstmals 972 in einer Urkunde Ottos I. als Predalia erwähnt. Das Castello di Pregola der Familie Malaspina wurde 1571 zerstört.

## Bilder

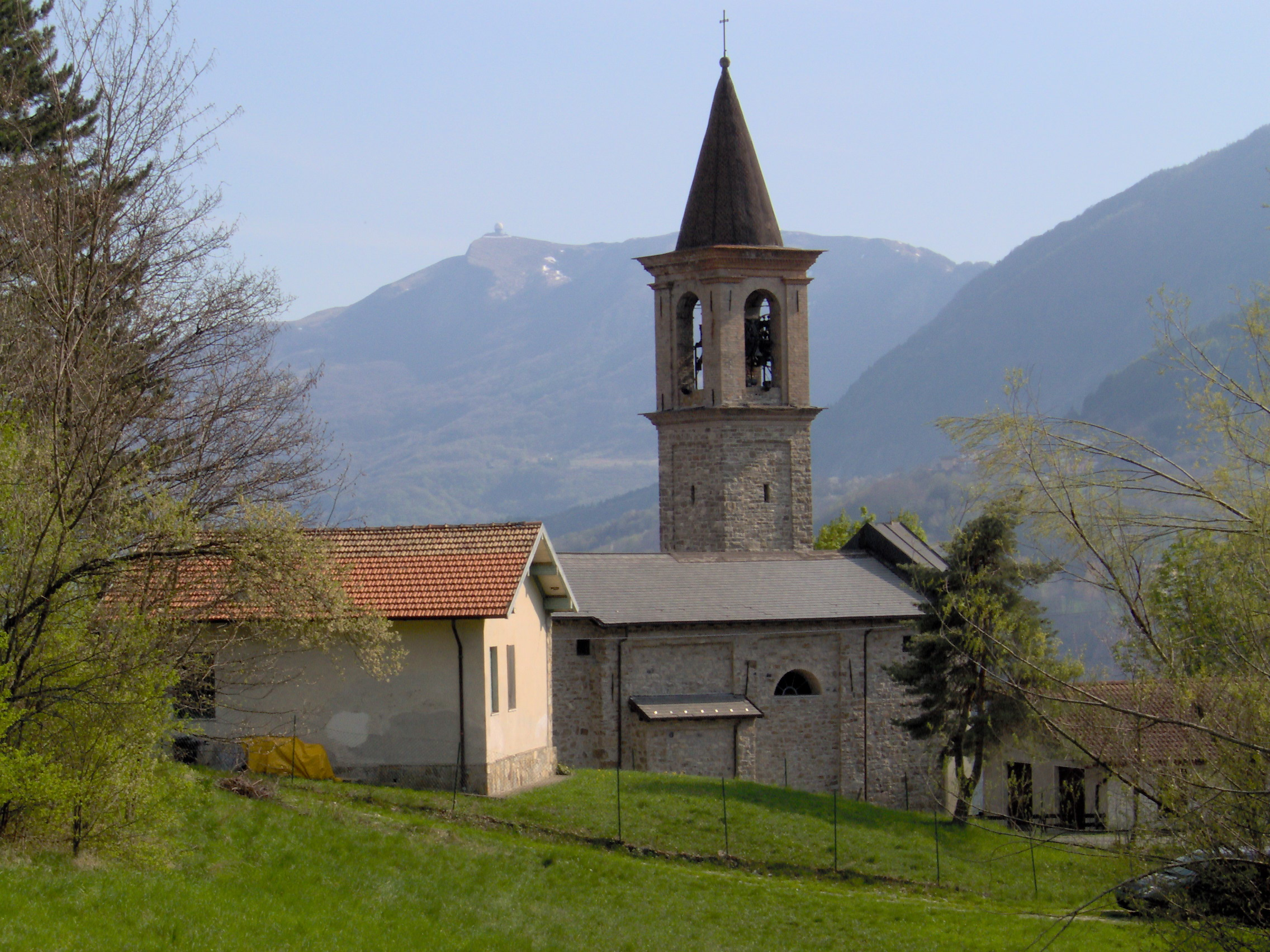
Chiesa di Pregola